# Kemulariella rosea
Kemulariella rosea là một loài thực vật có hoa trong họ Cúc. Loài này được (Steven) Tamamsch. mô tả khoa học đầu tiên năm 1959.